# 下今泉 (海老名市)
下今泉（しもいまいずみ）は、神奈川県海老名市にある地名。現行行政地名は下今泉一丁目から下今泉五丁目、および住居表示未実施の大字下今泉からなる。

## 地理
市内北部の相模川左岸付近に位置し、一帯は相模平野中央部にあたる。地内は工場や住宅が多いが、北部を中心に水田も見られる。
東で上今泉、南東で泉、南から西にかけて上郷、北で座間市四ツ谷と接するほか、北東で座間市入谷西ともわずかに接する（特記ないものは海老名市）。

### 面積
面積は以下の通りである。
| 大字・丁目   | 面積（km2） |
| ------------ | ----------- |
| 下今泉       | 0.01        |
| 下今泉一丁目 | 0.20        |
| 下今泉二丁目 | 0.11        |
| 下今泉三丁目 | 0.13        |
| 下今泉四丁目 | 0.12        |
| 下今泉五丁目 | 0.12        |
| 計           | 0.69        |

### 河川
- 鳩川

### 地価
住宅地の地価は、2023年（令和5年）1月1日の公示地価によれば、下今泉1-27-48の地点で20万7000円/m2となっている。

## 歴史

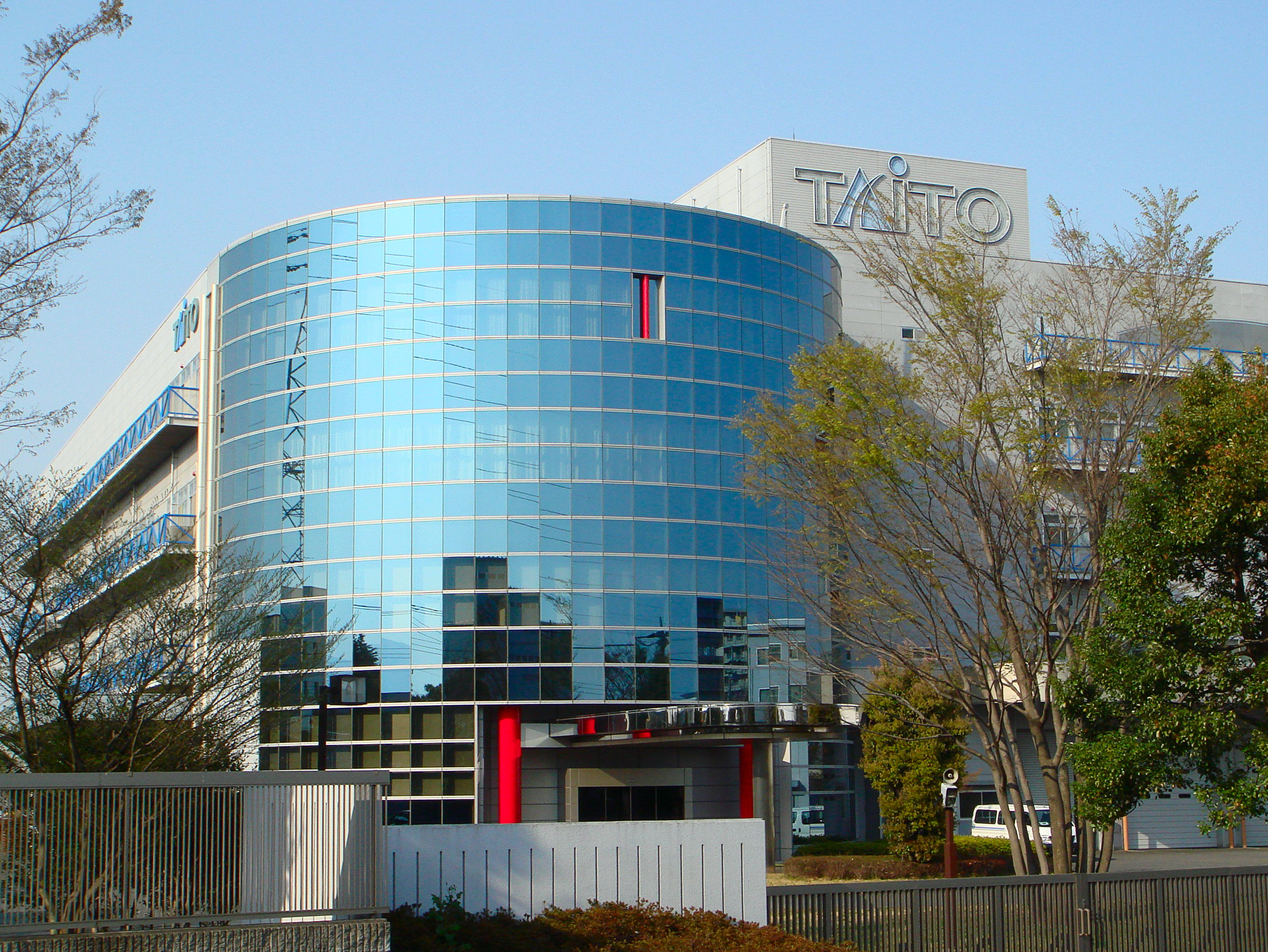
タイトー海老名開発センター（2008年撮影。現在は解体）

### 沿革
- 江戸時代 - 高座郡今泉村が分村、高座郡下今泉村成立。
- 1868年（明治元年） - 下今泉村、神奈川府を経て神奈川県に所属。
- 1889年（明治22年）4月1日 - 町村制施行により高座郡海老名村大字下今泉となる。
- 1940年（昭和15年）12月20日 - 海老名村が町制施行し、海老名町となる。
- 1971年（昭和46年）11月1日 - 海老名町が市制施行し、海老名市となる。
- 2000年（平成12年）8月28日 - 南東部を除き住居表示実施、下今泉一丁目 - 五丁目成立[6]。
- 2014年（平成26年）11月 - タイトー海老名開発センター閉鎖。
- 2017年（平成29年）2月13日 - 大字下今泉の大部分で住居表示実施、泉二丁目として分立[7][8]。

### 町名の変遷
| 実施後       | 実施年月日    | 実施前     |
| ------------ | ------------- | ---------- |
| 下今泉一丁目 | 2000年8月28日 | 大字下今泉 |
| 下今泉二丁目 | 2000年8月28日 | 大字下今泉 |
| 下今泉三丁目 | 2000年8月28日 | 大字下今泉 |
| 下今泉四丁目 | 2000年8月28日 | 大字下今泉 |
| 下今泉五丁目 | 2000年8月28日 | 大字下今泉 |

## 世帯数と人口
2023年（令和5年）1月1日現在（海老名市発表）の世帯数と人口は以下の通りである。大字下今泉の人口は0人のため、省略とする。
| 丁目         | 世帯数    | 人口    |
| ------------ | --------- | ------- |
| 下今泉一丁目 | 701世帯   | 1,749人 |
| 下今泉二丁目 | 334世帯   | 631人   |
| 下今泉三丁目 | 91世帯    | 225人   |
| 下今泉四丁目 | 141世帯   | 320人   |
| 下今泉五丁目 | 138世帯   | 336人   |
| 計           | 1,405世帯 | 3,261人 |

### 人口の変遷
国勢調査による人口の推移。
| 年                 | 人口  |
| ------------------ | ----- |
| 1995年（平成7年）  | 2,426 |
| 2000年（平成12年） | 2,566 |
| 2005年（平成17年） | 2,609 |
| 2010年（平成22年） | 3,228 |
| 2015年（平成27年） | 3,326 |
| 2020年（令和2年）  | 3,284 |

### 世帯数の変遷
国勢調査による世帯数の推移。
| 年                 | 世帯数 |
| ------------------ | ------ |
| 1995年（平成7年）  | 844    |
| 2000年（平成12年） | 945    |
| 2005年（平成17年） | 1,057  |
| 2010年（平成22年） | 1,275  |
| 2015年（平成27年） | 1,332  |
| 2020年（令和2年）  | 1,379  |

## 学区
市立小・中学校に通う場合、学区は以下の通りとなる（2022年12月時点）。
| 丁目         | 番地     | 小学校                                                | 中学校                                                |
| ------------ | -------- | ----------------------------------------------------- | ----------------------------------------------------- |
| 下今泉一丁目 | 18～27番 | 海老名市立今泉小学校 海老名市立有鹿小学校（選択可能） | 海老名市立海西中学校 海老名市立今泉中学校（選択可能） |
| 下今泉一丁目 | 1～17番  | 海老名市立今泉小学校                                  | 海老名市立今泉中学校                                  |
| 下今泉二丁目 | 全域     | 海老名市立今泉小学校                                  | 海老名市立今泉中学校                                  |
| 下今泉三丁目 | 全域     | 海老名市立今泉小学校                                  | 海老名市立今泉中学校                                  |
| 下今泉四丁目 | 全域     | 海老名市立今泉小学校                                  | 海老名市立今泉中学校                                  |
| 下今泉五丁目 | 全域     | 海老名市立今泉小学校                                  | 海老名市立今泉中学校                                  |

## 事業所
2021年（令和3年）現在の経済センサス調査による事業所数と従業員数は以下の通りである。
| 大字・丁目   | 事業所数  | 従業員数 |
| ------------ | --------- | -------- |
| 下今泉       | 4事業所   | 211人    |
| 下今泉一丁目 | 42事業所  | 306人    |
| 下今泉二丁目 | 10事業所  | 88人     |
| 下今泉三丁目 | 13事業所  | 61人     |
| 下今泉四丁目 | 15事業所  | 103人    |
| 下今泉五丁目 | 16事業所  | 212人    |
| 計           | 100事業所 | 981人    |

### 事業者数の変遷
経済センサスによる事業所数の推移。
| 年                 | 事業者数 |
| ------------------ | -------- |
| 2016年（平成28年） | 104      |
| 2021年（令和3年）  | 100      |

### 従業員数の変遷
経済センサスによる従業員数の推移。
| 年                 | 従業員数 |
| ------------------ | -------- |
| 2016年（平成28年） | 5,327    |
| 2021年（令和3年）  | 981      |

## 交通
地内を通る鉄道路線はない。最寄駅は海老名駅（小田急小田原線・相鉄本線・JR相模線）および入谷駅（JR相模線）。

### バス
- 神奈川中央交通
  - 海01系統 海老名駅西口行・内陸工業団地経由愛川バスセンター（愛川町役場）行
  - 海09系統 海老名駅西口行・桜台経由愛川バスセンター行

### 道路
国道
- 国道246号（大和厚木バイパス） - 地内中央部を東西に走り、一丁目と二丁目の境界をなす。

主要地方道
- 神奈川県道46号相模原茅ヶ崎線 - 地内を南北に走り、一・二・三丁目と四・五丁目および住居表示未実施区域との境界をなす。
- 神奈川県道51号町田厚木線 - 46号と重複。

## 施設
下今泉（住居表示未実施）
- 神奈川県産業技術センター

下今泉一丁目
- 宗珪寺
- 下今泉第二公園[18]

下今泉二丁目
- 東部海老名物流センター
- くろがねや海老名下今泉店
- 下今泉庭球場
- 下今泉第一児童公園[18]

下今泉三丁目
- セブン-イレブン今泉店
- ローソンストア100海老名下今泉三丁目店

下今泉四丁目
- 永珊寺

下今泉五丁目
- 海老名市立下今泉保育園
- 泉橋酒造
- 浅間大神
- 住吉神社
- スーパー生鮮館TAIGA海老名店
- 下今泉あさま広場[18]

## その他

### 日本郵便
- 郵便番号 : 243-0435[3]（集配局 : 綾瀬郵便局[19]）。